# ماسارو هاشیگوچی
ماسارو هاشیگوچی (انگلیسی: Masaru Hashiguchi؛ زادهٔ ۲۱ مهٔ ۱۹۷۴) بازیکن فوتبال اهل ژاپن است.
از باشگاه‌هایی که در آن بازی کرده‌است می‌توان به باشگاه فوتبال سرزو اوساکا و باشگاه فوتبال آویسپا فوکوئوکا اشاره کرد.